# While Your Lips Are Still Red
Pistes de Amaranth
Eva (Orchestral Version)
(3)
While Your Lips Are Still Red est une chanson (sortie en 2007) écrite par Tuomas Holopainen et Marco Hietala du groupe de metal symphonique Nightwish. Elle est jouée par Tuomas Holopainen, Marco Hietala, et Jukka Nevalainen, pour le film finlandais Lieksa!, qui a été écrit et réalisé par le réalisateur finlandais Markku Pölönen. 
Le film sort en Finlande en septembre 2007. La chanson est incluse sur l'album Nightwish Made in Hong Kong (And in Various Other Places), qui est disponible à la vente depuis le 15 mars 2009. 
La phrase Kiss while your lips are still red (Embrasse tant que tes lèvres sont encore rouges) qui est utilisée dans cette chanson se réfère au caractère évanescent de la couleur des lèvres, qui s'envole lorsque la personne meurt. La phrase signifie simplement qu'il faut "embrasser tant qu'on peut le faire", "profiter de la vie tant que c'est encore possible".
Le clip officiel de cette chanson contient des passages du film Lieksa où l'on voit Marco Hietala chanter et Tuomas Holopainen marcher derrière lui. La vidéo a été publiée sur YouTube le 14 juin 2007
While Your Lips Are Still Red n'est pas une chanson officielle de Nightwish, mais Tuomas Holopainen a déclaré qu'il n'aimait pas publier ses créations en son nom propre. Le site web de Nightwish est clair à ce sujet. La chanson a été écrite par Tuomas Holopainen, qui assure les claviers, chantée et joué à la basse par Marco Hietala, tandis qu'on retrouve Jukka Nevalainen aux percussions. La chanson ne contient pas de guitares ou de voix féminine. Le générique du clip vidéo accorde la paternité de la chanson à Tuomas Holopainen et Marco Hietala, sans indiquer la participation de Jukka Nevalainen. Celui-ci n'a pas été impliqué dans l'écriture de la chanson.

## Composition du groupe
- Marco Hietala - chants, basse, composition
- Tuomas Holopainen - claviers, paroles, composition
- Jukka Nevalainen - percussions